# Устюгов Євген Романович
Устю́гов Євге́н Рома́нович (рос. Устюгов Евгений Романович; нар. 4 червня 1985, Красноярськ, Росія) — російський біатлоніст.

## Життєпис
Устюгов —дворазовий чемпіон світу серед юніорів, олімпійський чемпіон 2010 року в масовому старті та бронзовий призер в естафеті 4х7,5 км, заслужений майстер спорту Росії (2010), переможець 3 етапів Кубка світу, переможець малого заліку Кубка світу в мас-старті (2009—2010), дворазовий срібний призер чемпіонату світу 2011, дворазовий віце-чемпіон Європи.
У біатлон прийшов 1997 року. У збірній Росії дебютував у сезоні 2006–2007, виступав на Кубку Міжнародного союзу біатлоністів, з сезону 2008–2009 виступає в Кубку світу.

## Олімпіада-2014
Устюгов отримав золоту медаль на Олімпіаді 2014 року, але його визнали винним у використанні допінгу (оксандролону), через це всі його результати з 27 серпня 2013 до кінця кубку 2013—2014 було анульовано.
27 жовтня 2020 року спортивний арбітражний суд визнав російського біатлоніста Євгена Устюгова винним в порушенні антидопінгових правил і анулював його результати починаючи з 24 січня 2010 року і аж до завершення кар'єри (після закінчення сезону 2013/14).